# Liste der Biografien/Eip
Liste der Biografien |
Portal Biografien |
Personensuche
# |
A |
B |
C |
D |
E |
F |
G |
H |
I |
J |
K |
L |
M |
N |
O |
P |
Q |
R |
S |
T |
U |
V |
W |
X |
Y |
Z |
?
 
Ea |
Eb |
Ec |
Ed |
Ee |
Ef |
Eg |
Eh |
Ei |
Ej |
Ek |
El |
Em |
En |
Eo |
Ep |
Eq |
Er |
Es |
Et |
Eu |
Ev |
Ew |
Ex |
Ey |
Ez
 
Eia |
Eib |
Eic |
Eid |
Eie |
Eif |
Eig |
Eih |
Eij |
Eik |
Eil |
Eim |
Ein |
Eip |
Eir |
Eis |
Eit |
Eiv |
Eix |
Eiy |
Eiz
Die Liste der Biografien führt alle Personen auf, die in der deutschsprachigen Wikipedia einen Artikel haben. Dieses ist eine Teilliste mit 11 Einträgen von Personen, deren Namen mit den Buchstaben „Eip“ beginnt.

## Eip

### Eipa
- Eiparnome, König von Nobatial Nubien

### Eipe
- Eipe, Joel (* 1997), dänischer Badmintonspieler
- Eipel, Jörg (* 1957), deutscher Boxer
- Eipeldauer, Anton (1893–1977), österreichischer Gärtner und Chefredakteur
- Eipeldauer, Franz (1802–1888), österreichischer Philanthrop, Buchdrucker
- Eipert, Kathrin (* 1967), deutsche Saxophonistin

### Eipp
- Eipp, Max (* 1955), deutscher Schauspieler, Regisseur und AutorMax Eipp (* 1955)

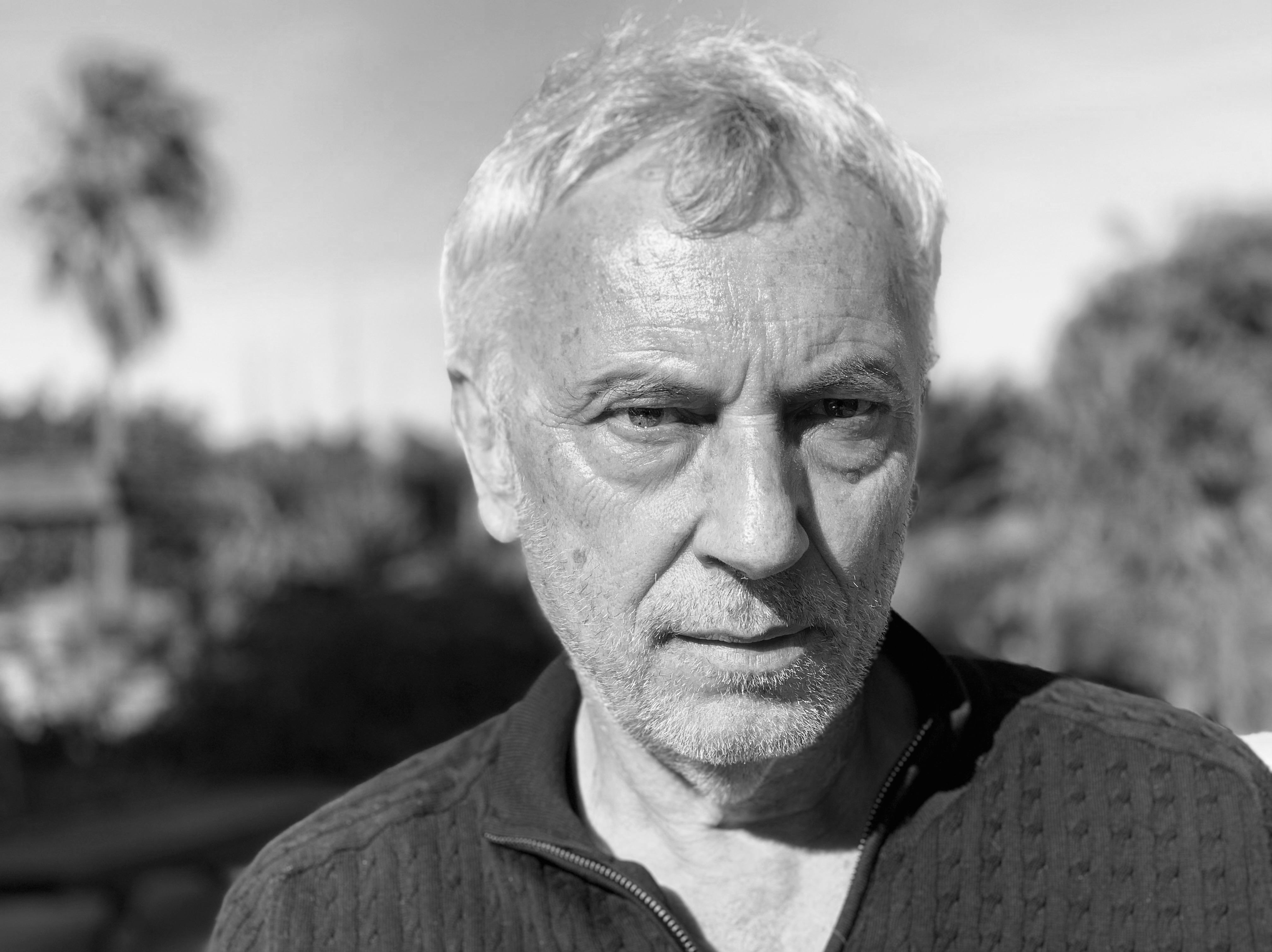
Max Eipp (* 1955)

- Eippart, Michael (1565–1625), deutscher Spitalpfleger und Bürgermeister von Tübingen
- Eipper, Paul (1891–1964), deutscher Schriftsteller
- Eipperle, Trude (1908–1997), deutsche Opernsängerin (Sopran)
- Eippert, Hans (1945–2016), deutscher Fußballspieler und -trainer